# Armoiries du Danemark
Les armoiries du Danemark remontent au XIIe siècle. Elles se composent de trois lions bleus couronnés accompagnés de neuf cœurs rouges, le tout dans un bouclier doré.
De façon générale, les armoiries royales changent fréquemment au gré des évolutions et prétentions territoriales du Danemark.
Les armoiries du Danemark se déclinent en deux versions : les armes nationales, utilisées par l'État et les armoiries royales, réservées à la famille royale depuis 1959. La dernière version date du 20 décembre 2024.

## Histoire
La plus ancienne représentation connue des armoiries du Danemark date d'un sceau utilisé par le roi Knut VI vers  1194. Les couleurs sont connues avec certitude depuis l'Armorial Wijnbergen datant d'environ 1270. La parenté des armoiries du Danemark est évidente avec celles des dynasties des grands États voisins : les Hohenstaufen qui règnent alors sur le Saint-Empire, et les Plantagenêt qui règnent sur l'Angleterre. À leur tour, les armoiries danoises influenceront celles de l'Estonie.
À l'origine, les lions regardent le spectateur et le nombre de cœurs n'est pas fixé. Les cœurs sont en fait des feuilles de nénuphar ; le décret royal du 16 novembre 1972 précise que ces meubles sont des søblade (littéralement « feuilles de lac » en danois).
Il existe une version rare datant du règne d'Éric de Poméranie, dans laquelle les trois lions tiennent conjointement le Dannebrog, à la façon des armoiries de l'ancien comté du Jutland du Sud.
Le dessin actuel remonte à 1819, lorsque Frédéric VI décide de fixer le nombre de cœurs à neuf et que les animaux héraldiques sont des lions, et non des léopards, ils doivent par conséquent regarder non plus le spectateur mais vers l'avant.
Jusqu'en 1959, les petites et grandes armoiries sont utilisées indifféremment. Mais il est finalement décidé que les grandes armoiries sont le symbole exclusif de la famille royale (en danois : kongevåben), ne laissant plus que les petites armoiries comme symbole officiel de l'État (rigsvåben). Les armoiries royales sont modifiées par deux décrets royaux : celui de Marguerite II du 16 novembre 1972 et celui de Frédéric X du 20 décembre 2024.
Les armoiries royales associent autour de la croix du Dannebrog les armes des pays encore sous le sceptre du monarque danois, à savoir le Danemark proprement dit, les îles Féroé, le Groenland et le Schleswig du Nord. La morue séchée de l'Islande ou le faucon qui lui a succédé ont été extraits des armes danoises après l'indépendance de l'île en 1944. Au centre de l'écu, on trouve un écusson aux armes simplifiées de la maison d'Oldenbourg.

## Descriptions héraldique
Les armes nationales se blasonnent ainsi : d'or à neuf cœurs de gueules, rangés en trois pals à trois lions léopardés d'azur, couronnés et armés du champ et lampassés de gueules.
Les armoiries royales se blasonnent comme suit : écartelé, à la croix pattée d'argent bordée de gueules (Dannebrog) ; en 1, d'or à neuf cœurs de gueules, rangés en trois pals à trois lions léopardés d'azur, couronnés et armés du champ et lampassés de gueules (Danemark) ; en 2 d'azur à un bélier d'argent passant, lampassé de gueules et armé d'or (Féroé) ; en 3 d'azur à un ours polaire debout d'argent, armé du premier (Groenland) ; en 4 d'or à deux lions léopardés d'azur armés et lampassés de gueules (Schleswig) ; sur-le-tout-du-tout, parti d'or à deux fasces de gueules (Oldenbourg).

## Galerie

Armoiries royales de 1819 à 1903 (sans le lion norvégien)
Armoiries royales de 1903 à 1947 (avec le faucon islandais)
Armoiries royales de 1947 à 1972 (sans le faucon islandais)
Armoiries royales de 1972 à 2024 (avec les couronnes suédoises)
Armoiries royales depuis 2024 (sans les couronnes suédoises)

Armoiries du prince héritier
Armoiries du prince Joachim de Danemark